# Verwaltungsvorschrift
Eine Verwaltungsvorschrift (VwV, auch VV) ist in Deutschland eine Anordnung, die innerhalb einer Verwaltungsorganisation von einer übergeordneten Verwaltungsinstanz oder einem Vorgesetzten an nachgeordnete Verwaltungsbehörden oder Bedienstete ergeht und deren Wirkbereich grundsätzlich auf das Innenrecht der Verwaltung beschränkt sein soll. Verwaltungsvorschriften beruhen auf dem hierarchischen Aufbau der Verwaltung und regeln so von oben nach unten Einzelheiten der Tätigkeit nachgeordneter Verwaltungsbehörden. Insoweit bedürfen sie keiner besonderen gesetzlichen Ermächtigung.
Verwaltungsvorschriften begründen mangels Außenwirkung grundsätzlich keine Rechte und Pflichten für die Bürger. 
Viele Gesetze räumen für ihre Ausführung der Verwaltung jedoch ein Ermessen ein, außerdem enthalten viele Gesetze unbestimmte Rechtsbegriffe, die durch die Verwaltung ausgelegt und konkretisiert werden müssen. Gegenstand vieler Verwaltungsvorschriften ist deswegen die Leitung des behördlichen Ermessens in eine bestimmte Richtung und/oder die Konkretisierung unbestimmter Rechtsbegriffe. Die Entscheidung, die die Verwaltung über den Antrag eines Bürgers trifft, wird deswegen oft neben dem eigentlichen Gesetzestext vom Inhalt von Verwaltungsvorschriften bestimmt. Ein Beispiel dafür ist die Technische Anleitung zur Reinhaltung der Luft (kurz TA Luft).
Soweit die Verwaltung sich bei Ausübung des ihr eingeräumten Ermessens an vorhandenen Verwaltungsvorschriften orientiert, beeinflussen diese mittelbar das Verhältnis zum Bürger. Die Verwaltungsvorschriften können dann zulässig mit einer Normenkontrolle angegriffen werden und unterliegen dem rechtsstaatlichen Publikationsgebot.
Entscheidet die Verwaltung grundsätzlich nach den in einer Verwaltungsvorschrift aufgestellten Maßstäben, ergibt sich daraus eine bestimmte regelmäßige Verwaltungspraxis (Selbstbindung der Verwaltung). Der Bürger kann sich auch insoweit über den allgemeinen Gleichheitssatz des Art. 3 Abs. 1 GG auf eine Verwaltungsvorschrift berufen und die Einhaltung auch in seinem Fall verlangen.

## Allgemeine Verwaltungsvorschrift
Die Allgemeinen Verwaltungsvorschriften dienen dazu, eine einheitliche Rechtsanwendung der Behörden zu gewährleisten und wenden sich daher unmittelbar nur an die zuständigen Behörden, nicht jedoch an den ebenfalls betroffenen Bürger. Da die Behörde zur Anwendung der Verwaltungsvorschriften verpflichtet ist, können diese jedoch auch für die Bürger rechtliche Bedeutung haben. So kann die Erteilung einer Genehmigung nach dem Bundes-Immissionsschutzgesetz von der Einhaltung der Vorschriften der TA Luft abhängen.
Verwaltungsvorschriften werden nicht immer als solche bezeichnet, sondern heißen auch Technische Anleitung (TA), Anordnung, Ausführungsbestimmung, Dienstanweisung, Geschäftsanweisung, Erlass, Runderlass, Richtlinie, Verwaltungsrichtlinie oder Verfügung. Zu den wichtigsten VwVen zählen neben den TAen die Verwaltungsvorschrift zur Straßenverkehrs-Ordnung, die Richtlinien für das Strafverfahren und das Bußgeldverfahren (RiStBV), die Strafvollstreckungsordnung (StrVollstrO), die Untersuchungshaftvollzugsordnung (UVollzO) und die Mitteilungen in Straf- und Zivilsachen (MiStra, MiZi).
Ein weiteres, bekanntes Beispiel einer Allgemeinen Verwaltungsvorschrift sind die Einkommensteuer-Richtlinien. Sie binden die Finanzämter an eine bestimmte Auslegung des Einkommensteuergesetzes und sind beispielsweise oft maßgeblich dafür, ob bestimmte Ausgaben, die ein Steuerpflichtiger als Werbungskosten geltend macht, auch als solche anerkannt werden oder nicht.
Die Verwaltungsvorschriften lassen sich in norminterpretierende und normkonkretisierende Verwaltungsvorschriften unterteilen. Letztere haben unmittelbare Außenwirkung, sind also im Gegensatz zu norminterpretierenden Verwaltungsvorschriften, die nur für die Bediensteten der jeweiligen Verwaltungsbehörde von Belang sind, auch für den normalen Bürger von Bedeutung. Solche normkonkretisierenden Verwaltungsvorschriften akzeptiert das Bundesverwaltungsgericht ausschließlich im Bereich des Umwelt- und Technikrechts zur Konkretisierung von unbestimmten Rechtsbegriffen wie „allgemein anerkannter technischer Standard“ oder „Stand der Wissenschaft und Technik“ und stellt zudem weitere Anforderungen an sie. Neben der bereits genannten TA Luft zählen weitere Technische Anleitungen wie die TA Lärm zu dieser Art von Verwaltungsvorschrift.
Unter verfassungsrechtlichem Blickwinkel sind Verwaltungsvorschriften oft problematisch, weil das Rechtsstaats- und das Demokratieprinzip verlangen, dass der demokratisch legitimierte Gesetzgeber die wesentlichen Entscheidungen selbst (in Gesetzesform) trifft (siehe Wesentlichkeitstheorie). Die Verwaltung hat nur eine abgeleitete, sozusagen „verdünnte“ demokratische Legitimation und soll deswegen nicht mit zu viel Entscheidungsgewalt ausgestattet sein. Andererseits kann ein Gesetz nicht alle denkbaren Fälle regeln, so dass der Verwaltung ein gewisser Spielraum zur Regelung von Einzelheiten schon aus praktischen Gründen eingeräumt werden muss. Ein Beispiel für ein solches Rechtsgebiet, in dem Verwaltungsvorschriften eine problematisch große Rolle spielen, ist das Ausländerrecht.

Bereits im Mai 2002 verabschiedete die Arbeitsgemeinschaft der Informationsbeauftragten in Deutschland (AGID) eine Entschließung, in der sie zum Zweck der Transparenz die Veröffentlichung von Verwaltungsvorschriften forderte.

## Umsetzungen von Richtlinien der EU
EU-Richtlinien müssen so in nationales Recht umgesetzt werden, dass etwaig hierdurch begründete Rechte für den Einzelnen erkennbar sind und er sie geltend machen kann. Der EuGH verneinte, dass diese Anforderungen durch Umsetzung einer Richtlinie in der TA-Luft erfüllt seien, obwohl diese eine normkonkretisierende VwV darstellt. Erforderlich seien vielmehr Rechtsnormen im materiellen Sinn.

## Österreich
Im österreichischen Verwaltungsrecht umfassen Verwaltungsvorschriften alle die verschiedenen Gebiete der Verwaltung regelnden, von Verwaltungsbehörden zu vollziehenden Gesetze, Verordnungen, Staatsverträge und unmittelbar geltenden Vorschriften des Unionsrechts (Art. II Abs. 2 EGVG).
Verwaltungsinterne Regelungen werden demgegenüber als Erlasse, Rundschreiben oder interne Verwaltungsvorschriften bezeichnet.